# Théorème de Yan
 (novembre 2022).
Le théorème de Yan est un résultat mathématique de la théorie des probabilités et un théorème pour l'espace Lp et un théorème de séparation et d'existence d'un intérêt particulier pour les mathématiques financières. En mathématiques financières, le théorème peut être utilisé pour la preuve du théorème fondamental de l'évaluation des actifs.
Le théorème porte le nom du mathématicien chinois Jia-An Yan. Yan a prouvé le théorème pour l'espace Lp, de Jean-Pascal Ansel vient la généralisation au cas {\displaystyle 1\leq p<+\infty }.

## Théorème de Yan
Soient:
{\displaystyle (\Omega ,{\mathcal {F}},P)} un espace de probabilité.
{\displaystyle B_{+}} l'espace des variables aléatoires non négatives et bornées.
{\displaystyle I_{A}} une fonction caractéristique de {\displaystyle A\in {\mathcal {F}}}.
{\displaystyle 1\leq p<+\infty } et {\displaystyle K\subseteq L^{p}(\Omega ,{\mathcal {F}},P)} un sous-ensemble convexe avec {\displaystyle 0\in K}.
{\displaystyle q} est l'exposant conjugué de {\displaystyle p}, c'est {\displaystyle q^{-1}:=1-p^{-1}}.
{\displaystyle K-B_{+}:=\{f-g:f\in K,\;g\in B_{+}\}}.
Alors les trois conditions suivantes sont équivalentes :
1. Pour tout {\displaystyle f\in L_{+}^{p}(\Omega ,{\mathcal {F}},P)} avec {\displaystyle f\neq 0} il existe une constante {\displaystyle c>0} de sorte que {\displaystyle cf\not \in {\overline {K-B_{+}}}}.
2. Pour tout {\displaystyle A\in {\mathcal {F}}} avec {\displaystyle P(A)>0} il existe une constante {\displaystyle c>0} telle que {\displaystyle cI_{A}\not \in {\overline {K-B_{+}}}}.
3. Il existe une variable aléatoire {\displaystyle Z\in L^{q}} telle que {\displaystyle Z>0} presque sûrement et

{\displaystyle \sup \limits _{Y\in K}\mathbb {E} [ZY]<+\infty }.